# Alain Foix
 (mars 2013).
Si vous disposez d'ouvrages ou d'articles de référence ou si vous connaissez des sites web de qualité traitant du thème abordé ici, merci de compléter l'article en donnant les références utiles à sa vérifiabilité et en les liant à la section « Notes et références ».
Alain Foix est un écrivain, philosophe, dramaturge, metteur en scène et scénariste français né à Pointe-à-Pitre (Guadeloupe) le 	4 juillet 1954 .

## Biographie
Alain Foix fait des études de philosophie à la Sorbonne où il obtient un doctorat. Le sujet de sa thèse est « Danse et philosophie ». Il est également titulaire d'un diplôme d'études approfondies en anthropologie. 
Sa réflexion esthétique et anthropologique, d'abord tournée vers les questions de la représentation du corps et du mouvement humain, est liée à sa pratique de la danse (contemporaine et africaine), du théâtre et de la musique (flûte traversière et saxophone). Il se passionne également pour les arts plastiques, le cinéma, le roman américain et la musique contemporaine. Cette formation artistique éclectique lui ouvrira à la fois des chemins de réflexion, d'écriture et de pratique professionnelle.
Professeur de philosophie titularisé en Seine-Saint-Denis, il est parallèlement critique de danse et de spectacles. Sa rencontre avec Jean Rouch est déterminante, et il s'engage dans la réalisation de documentaires cinématographiques et fonde la structure de production Canal K, qui produit ses œuvres, parmi lesquelles :
- Moun Guadeloupe, 1986
- Guadeloupe, comédie, carnaval, 1987
- Vélo-soleil, 1988, qui obtient un premier prix de documentaire au festival Vues d'Afrique de Montréal.

En 1988, il est nommé directeur de la scène nationale en préfiguration de la Guadeloupe, à Saint-Claude,  où il développe un projet pluridisciplinaire dédié prioritairement à la chorégraphie et à la musique. Son action à la tête de cet établissement permet de présenter de grands artistes internationaux qui étaient jusqu'alors inaccessibles, comme Alwin Nikolais, Carolyn Carlson, Carlotta Ikeda, Jean-Claude Gallotta pour la danse, ou Miles Davis pour la musique, ou encore le compositeur Ginner qui y présente sa première œuvre de musique contemporaine.
Malheureusement son projet artistique, professionnel et donc rigoureux, contrarie le représentant local du ministère de la culture, Daniel Maximin. Il lui retire son soutien à l'occasion d'un conflit qui l'oppose à un salarié passible de licenciement pour faute lourde (location dissimulée et onéreuse de matériels de l'établissement à des tiers). Dans ces conditions, symptomatiques des particularités de l'action culturelle publique en Guadeloupe, il doit renoncer à son poste.[non neutre][réf. nécessaire]
De retour à Paris, il devient conseiller culturel des deuxièmes jeux de la Francophonie. Il prend en 1993 la direction du théâtre Le Prisme puis, en 1996, celle de La Muse en circuit, centre national de création musicale fondé par le compositeur Luc Ferrari.
En 2001, il fonde sa propre compagnie pluridisciplinaire, Quai des arts, qui produit à la fois ses œuvres théâtrales et des projets artistiques interdisciplinaires qu'il met en œuvre avec l'aide d'artistes devenus de véritables compagnons de route, tels les compositeurs Patrick Marcland, Gualtiero Dazzi, Xu Yi, les artistes multimédia Jean-Baptiste Barrière, Maurice Benayoun, le dramaturge Jacques Guimet ou encore les danseuses chorégraphes Carolyn Carlson et Manuèle Robert.

## Œuvres
Son œuvre littéraire et théâtrale est diverse.
Essayiste, il écrit d'abord abondamment dans des revues esthétiques et des ouvrages collectifs. Il est l'auteur notamment d'articles dans le Dictionnaire de la danse (Larousse) dont il fut conseiller artistique, le dictionnaire Bordas Mémoires du XXe siècle, ou encore la revue Parachute (Montréal) et Théâtre/Public notamment.
En 2006, il publie dans la collection Folio-Biographie une vie de Toussaint Louverture, qui peut être lue à la fois comme un « roman vrai » et comme un essai d'analyse politique de l'action de celui que Chateaubriand appelait le « Napoléon noir », texte dont France Télévisions a acheté les droits pour un téléfilm homonyme dont Alain Foix est co-scénariste.
En 2007, il publie chez Gallimard l'essai intitulé Je danse donc je suis. En 2009, il publie chez Galaade l'essai Noir, de Toussaint Louverture à Barack Obama. En 2012, son « roman biographique » Martin Luther King est consacré au pasteur américain.
Ses récits et œuvres romanesques, où apparaît un style personnel, empreint d'humour et de poésie, présentent comme le reste de ses productions une nature diversifiée qui révèle à l'analyse une profonde unité :
- Ta mémoire, petit monde (Gallimard, 2005) qui est un récit d'enfance traité sur le mode poétique.
- Peintre peint sur papier peint (Galaade, 2005), un polar paradoxal et humoristique où un flic, l'inspecteur Perez, enquête sur le meurtre absurde d'un artiste. L'occasion pour l'auteur de perdre le lecteur dans les labyrinthes du monde artistique et culturel qu'il connaît bien.
- Vénus et Adam (Galaade, 2006), un roman inspiré de sa pièce de théâtre du même nom, dont la trame est faite d'une enquête policière liée à une quête amoureuse et philosophique, baignée par une atmosphère étrange et poétique.

Il écrit également des œuvres pour la jeunesse telles que :
- Marianne et le mystère de l'Assemblée nationale (Gallimard-Jeunesse, 2009)
- Histoires de l'esclavage racontées à Marianne (Gallimard-Jeunesse, 2007)
- Lou, Sainte-Anne (Gallimard-Jeunesse, 2008).

Ses œuvres théâtrales se caractérisent par l'association entre une dimension poétique, une vision politique et un traitement pluridisciplinaire. C'est le cas notamment de :
- Vénus et Adam (2004), grand prix Beaumarchais de l'écriture théâtrale contemporaine. Œuvre lue en 2005 à la Comédie-Française.
- Pas de prison pour le vent (2006), mis en scène par Antoine Bourseiller. Pièce inspirée de la rencontre en Guadeloupe d'Angela Davis et de la tante de l'auteur Gerty Archimède. Édité chez Jasor.
- Le ciel est vide (2009), mis en scène par Bernard Bloch. Pièce imaginant un dialogue ininterrompu entre Othello et Shylock, Desdémone et Jessica, personnages de Shakespeare.
- Rue Saint-Denis (première version écrite en 1986), mise en scène par l'auteur, créée en février 2011 à la scène nationale de Guadeloupe, et reprise en mars au théâtre de l'Épée de bois, cartoucherie de Vincennes, une libre adaptation d'Œdipe roi dans un monde créole transplanté à Paris.
- Duel d'ombres (2009), pièce inspirée de la rencontre à Londres en 1787 du chevalier d'Éon et du chevalier de Saint-George.
- La Dernière Scène (2012),  huis clos entre Martin Luther King, sa femme Coretta et Mumia Abu-Jamal[3].
- Che Guevara, Gallimard, coll. « Folio biographies », 2015. Cette biographie s'attache à faire connaître des aspects méconnus de la vie de Che Guevara, notamment sa fonction de procureur du tribunal révolutionnaire ou les différents postes qu'il a occupés au sein du gouvernement cubain.